# Wheels Within Wheels
Wheels Within Wheels es el segundo álbum póstumo del guitarrista irlandés de blues rock Rory Gallagher, publicado en 2003 a través de Buddah Records. Es considerado un álbum de estudio ya que cuenta con canciones que no fueron incluidos en los discos anteriores y que fueron grabados entre los años 1974 a 1994. Cabe mencionar que debido a lo mencionado, son más de una veintena de músicos que aparecen acreditados en el disco.
Obtuvo el puesto número 10 en la lista Top Blues Albums de los Estados Unidos, la posición más alta para uno de sus discos en dicho país hasta ese momento.
La lista de canciones va entre temas acústicos, pasando por los estilos flamenco, skiffle y blues rock, como también canciones tradicionales de la música irlandesa. Además contiene canciones de otros artistas como «Flight to Paradise» del guitarrista Juan Martín, «As the Crow Files» de Tony Joe White, «Walkin' Blues» de Robert Johnson y «Blue Moon of Kentucky» de Bill Monroe,

## Lista de canciones
Todas las canciones escritas por Rory Gallagher, a menos que se indique lo contrario.

| N.º | Título                                                      | Escritor(es)   | Duración |  |
| 1.  | «Wheels Within Wheels»                                      |                | 3:32     |  |
| 2.  | «Flight to Paradise»                                        | Juan Martín    | 4:30     |  |
| 3.  | «As the Crow Files»                                         | Tony Joe White | 4:12     |  |
| 4.  | «Lonesome Highway»                                          |                | 5:20     |  |
| 5.  | «Bratacha Dubha» (tema tradicional)                         | desconocido    | 2:59     |  |
| 6.  | «She Moved Thro' the Fair/An Crann Ull'» (tema tradicional) | desconocido    | 2:22     |  |
| 7.  | «Barley and Grape Rag»                                      |                | 4:25     |  |
| 8.  | «The Cuckoo»                                                |                | 3:45     |  |
| 9.  | «Amazing Grace» (tema tradicional)                          | John Newton    | 1:20     |  |
| 10. | «Walkin' Blues»                                             | Son House      | 5:34     |  |
| 11. | «Blue Moon of Kentucky»                                     | Bill Monroe    | 2:54     |  |
| 12. | «Deep Elm Blues» (tema tradicional)                         | desconocido    | 4:17     |  |
| 13. | «Goin' to My Home Town»                                     |                | 4:58     |  |
| 14. | «Lonesome Highway Refraining»                               |                | 2:00     |  |